# Sot (Wolga)
Der Sot (russisch Соть) ist ein nördlicher Zufluss des Gorkier Stausees, der von der Wolga durchflossen wird.
Der Sot entspringt auf den Danilower Höhen im Norden der Oblast Jaroslawl. Er fließt in überwiegend südlicher Richtung. Er fließt etwa 2 km südlich an der Kleinstadt Pretschistoje vorbei. Die Lunka, größter Nebenfluss, trifft rechtsseitig auf den Unterlauf des Sot. Schließlich mündet der Sot in eine nördliche Seitenbucht des Gorkier Stausees.
Der Sot hat eine Länge von 144 km. Er entwässert ein Areal von 1460 km². Der Fluss wird hauptsächlich von der Schneeschmelze gespeist. Der mittlere Abfluss 59 km oberhalb der Mündung beträgt 6,5 m³/s. Zwischen Ende Oktober und November gefriert der Fluss und bleibt bis April eisbedeckt. Bei starker Wasserführung kann auf dem Fluss Flößerei betrieben werden.
Vor Errichtung des Gorkier Stausees war der Sot ein rechter Nebenfluss der Kostroma.